# Leioscyta trimaculata
Leioscyta trimaculata är en insektsart som beskrevs av William D. Funkhouser. Leioscyta trimaculata ingår i släktet Leioscyta och familjen hornstritar. Inga underarter finns listade i Catalogue of Life.